# Frans Kellendonklezing
De Frans Kellendonklezing is een literaire lezing die sinds 1992 jaarlijks georganiseerd wordt door de Letterenfaculteit van de Radboud Universiteit te Nijmegen ter nagedachtenis aan de auteur Frans Kellendonk, die er student en docent was.
- 1993: Patricia De Martelaere: Om niets te zeggen. Of: de nieuwe kleren van de keizer[1]
- 1994: Jacq Vogelaar: Tegen de klok of met de muziek mee. Schrijven tegen de actualiteit
- 1995: Willem Jan Otten: Sprong of val?[2]
- 1996: Nelleke Noordervliet: Hoe wij 's morgens de dingen groeten[3]
- 1997: Gerrit Krol: De lof van het onechte
- 1998: Oek de Jong: Zijn muze was een harpij. Over het wereldbeeld van W.F. Hermans[4]
- 1999: Marcel Möring: Naakt en namaak in de literatuur[5]
- 2000: Herman Franke: De ironie van de romantiek[6]
- 2002: Kees Fens: Het licht in de schaduw
- 2003: Bas Heijne: Naar een nieuwe kunst
- 2004: Hans Maarten van den Brink: Waarlijk spijs en drank[7]
- 2005: Thomas Rosenboom: Denkend aan Holland
- 2006: Joost Zwagerman: Tegen de literaire quarantaine[8]
- 2007: Arnon Grunberg: Over joodse en andere paranoia
- 2008: Désanne van Brederode: Tweemaal mijn halve beste helft
- 2009: Freek de Jonge: Komt u volgend jaar maar terug
- 2010: Kees 't Hart: Pleidooi voor onmaatschappelijk engagement[9]
- 2011: Gerrit Komrij: De triomf en treurigheid van de vermomming
- 2012: Bart Moeyaert: Bestaan kan iedereen[10]
- 2013: Peter Buwalda: De wethouders van Juinen[11]
- 2014: A.F.Th. van der Heijden: Gedichten Gods of De vergrijpstuiver
- 2015: Maarten Asscher: Engagement, taal en verbeelding[12]
- 2016: Joost de Vries: Hoe je een ijsbeer schiet – over literatuur in buitengewoon geëmancipeerde tijden
- 2017: Abdelkader Benali: Sjahrazade in het Witte Huis
- 2018: Griet Op de Beeck: Play it fuckin' loud
- 2019: Koen Peeters: Romeins dagboek
- 2020: Hanna Bervoets, Arjen van Veelen en Niña Weijers: Zijn letters en geest[13][14]
- 2021: Geen lezing
- 2022: Stephan Sanders: Toevalligheden, vingerwijzingen, voorzienigheid. Over Katholiek geloven, schaamte en de voorsprong van de homoseksueel
- 2023: Nina Polak: Als schrijver wijzer dan als burger
- 2024: Saskia de Coster: Mijn jaar van het spook